# Camponotus yogi
Camponotus yogi är en myrart som beskrevs av Wheeler 1915. Camponotus yogi ingår i släktet hästmyror, och familjen myror. Inga underarter finns listade.

## Bildgalleri

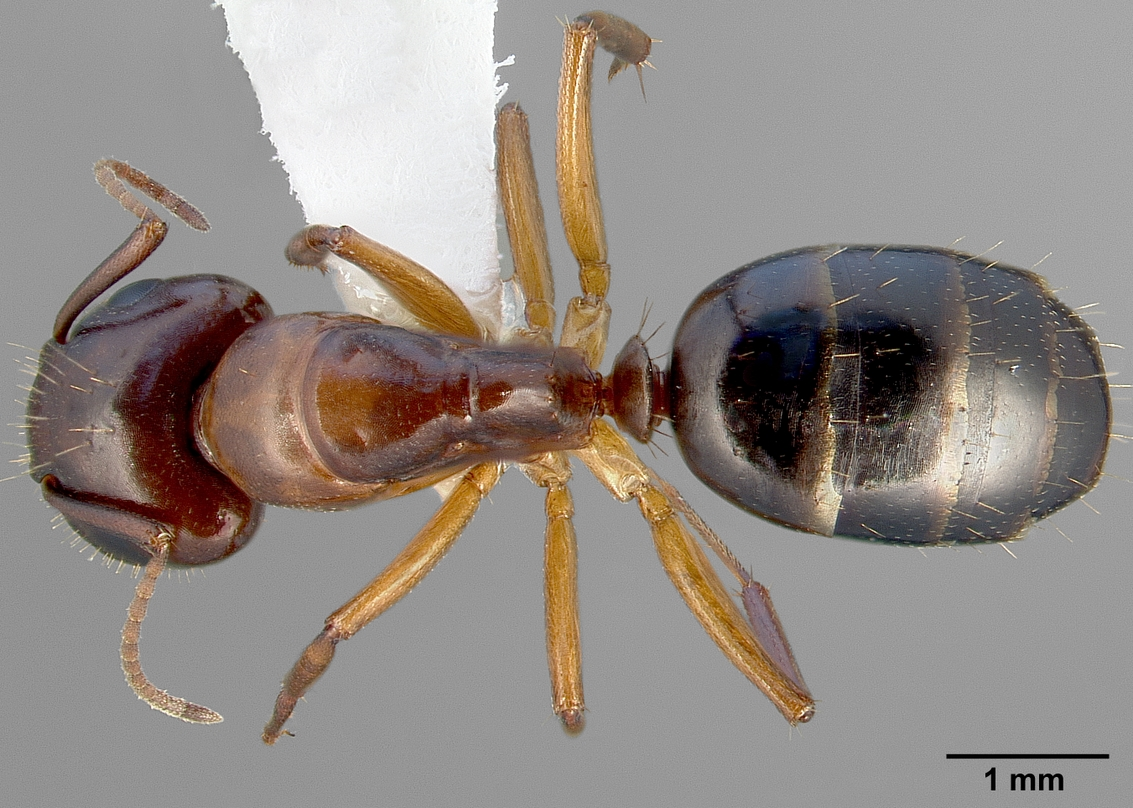
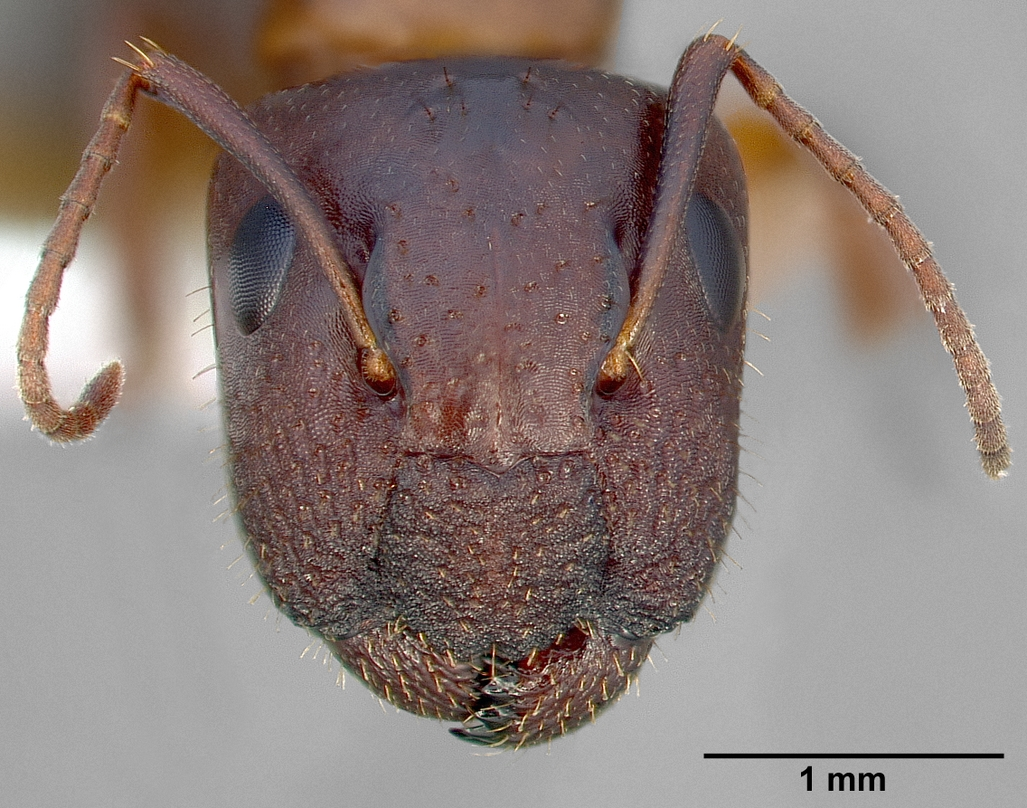
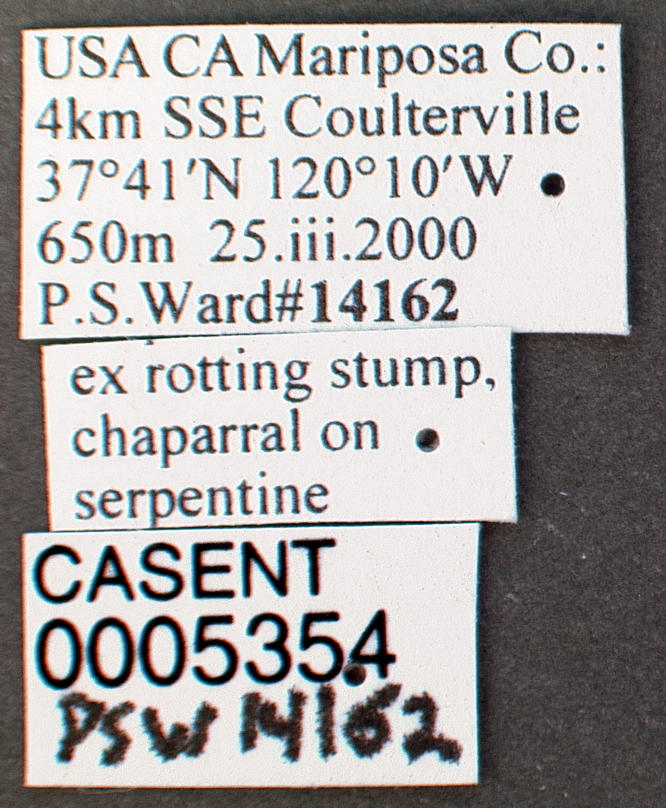
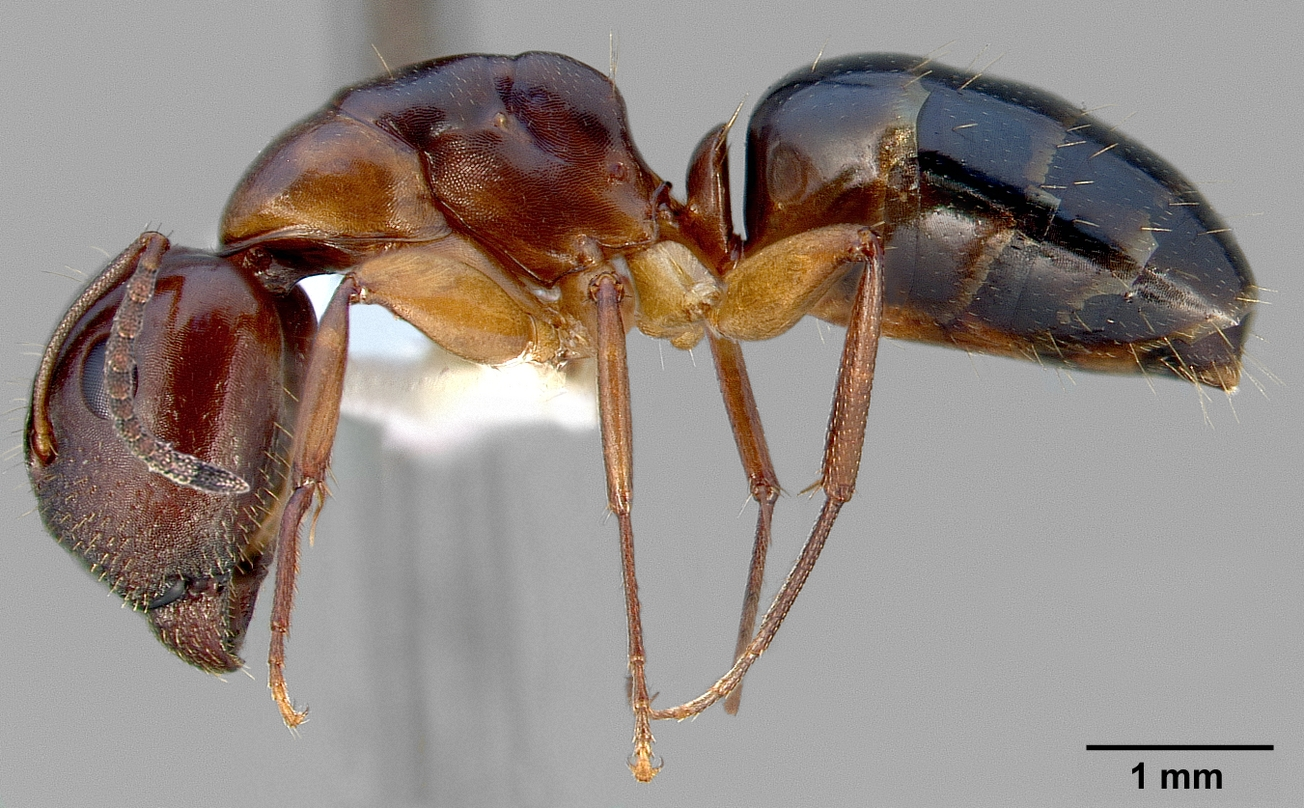